# Rogowice
Rogowice – wieś w Polsce położona w województwie świętokrzyskim, w powiecie kieleckim, w gminie Mniów.
W latach 1975–1998 miejscowość administracyjnie należała do województwa kieleckiego.
Przez wieś przechodzi  żółty szlak turystyczny z Końskich do Serbinowa oraz  zielony szlak rowerowy z Sielpii Wielkiej do Błotnicy.